# Leonard Thompson
Leonard Thompson (17. července 1908 Kanada – 20. dubna 1935 tamtéž) byl prvním člověkem na světě, kterému byl jako léčba diabetu injekčně podán inzulin.

## Život
Leonard Thompson byl hospitalizován v lednu 1922 ve Všeobecné nemocnici v Torontu. Jeho zdravotní stav byl tehdy již velmi vážný. Upadal do diabetického kómatu, lékaři mu nedávali téměř žádnou šanci na přežití. Diabetikům byla v té době doporučována pro zmírnění příznaků pouze velmi přísná dieta s minimálním příjmem sacharidů a zvýšeným příjmem bílkovin a tuků. Tehdy 13letý chlapec proto vážil jen 30 kg.
Jeho otec velmi usiloval o jeho záchranu, a souhlasil proto s tím, aby lékaři chlapci podali nově objevený inzulin, ačkoli ještě nebyl vyzkoušen na lidech. První dávka mu byla podána 11. ledna 1922 pod vedením skotského profesora J. Macleoda. Krevní cukr sice chlapci klesl z 24,4 mmol/l na 17,7 mmol/l, ale v místě vpichu se mu rozvinul zánět. Další aplikace proto byly pozastaveny. Dne 23. ledna 1922 dostal inzulin znovu, v čistší formě. Výsledky byly mnohem lepší a v léčbě diabetu znamenaly průlom.
Objevitelé léčebných účinků inzulinu Frederick Banting a Charles Best publikovali výsledky léčby v únorovém čísle časopisu Journal of Laboratory and Clinical Medicine. Následně o úspěchu léčby inzulinem referovaly noviny na celém světě.
Leonardovi inzulin tehdy zachránil život. Žil ještě dalších 13 let, ve 26 letech zemřel na zápal plic, který byl tehdy považován za komplikaci diabetu.